# Romania
A Romania, ritkábban Latin-Európa, összefoglaló elnevezés azokra az egykori Római Birodalomhoz tartozó európai területekre és országokra, ahol ma valamilyen újlatin (régi elnevezéssel „román”) nyelvet beszélnek, vagy beszéltek. Az elnevezés a 4. századból származik, ugyanis a latin nyelvre a lingua Latina mellett olykor a lingua Romana, vagyis a „rómaiak nyelve” elnevezést használták, amikor Róma hatalmát, műveltségét, valamint a latin nyelv eredetét és fontosságát akarták kihangsúlyozni más nyelvekkel – főként a vetélytárs göröggel – szemben.

## Kiterjedése és felosztása

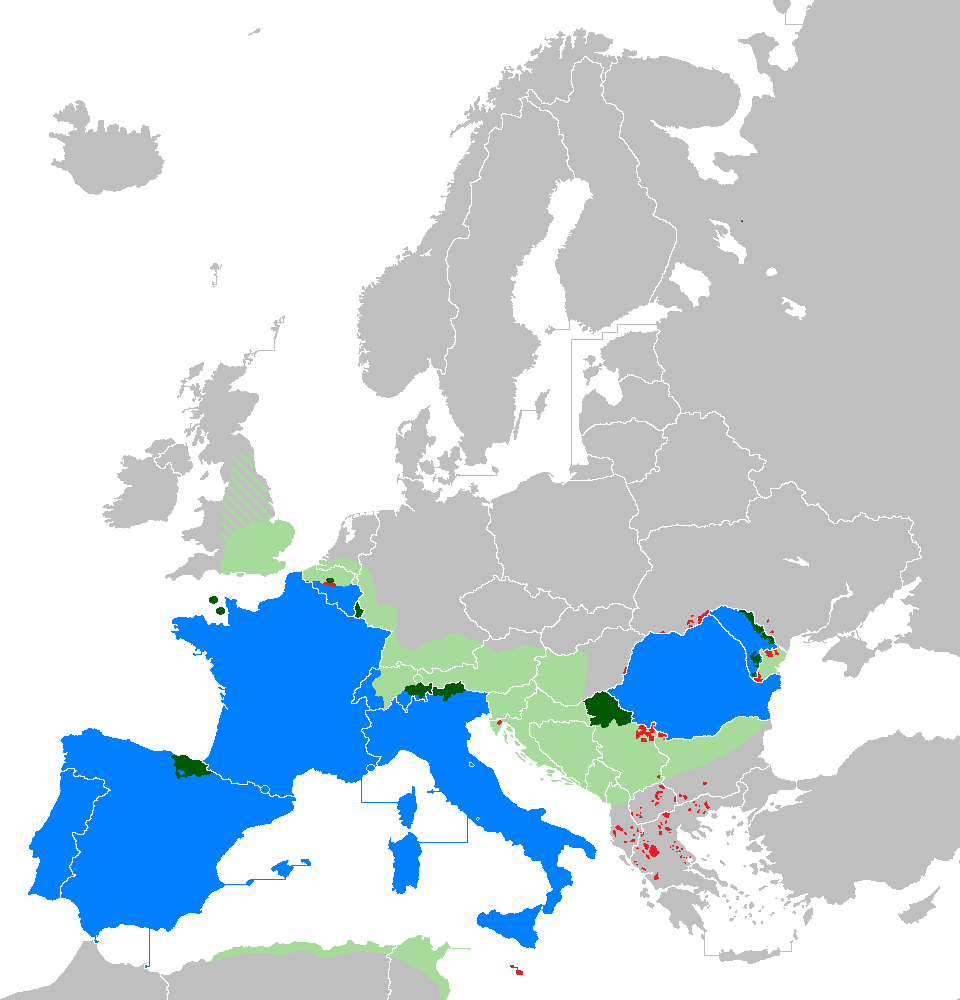
Az újlatin nyelvek státusza a Romania területén

Hagyományos értelemben Romaniához tartozott az egész Római Birodalom területe, annak legnagyobb kiterjedése idején. A mai értelemben vett Romaniához tartozik (keletről nyugat felé haladva): Moldova, Románia és a Balkán egyes részei (ahol különböző keleti újlatin nyelveket – aromán, isztroromán, meglenoromán, valamint a már kihalt dalmát – beszélnek), Olaszország (Itália) és a hozzá tartozó szigetek (Szicília, Szardínia), Svájc (két újlatin nyelve az olasz és a rétoromán dialektusokhoz tartozó romans), Franciaország és a hozzá tartozó Korzika szigete, valamint az Ibériai-félsziget (Spanyolország, Portugália, Andorra) és a hozzá tartozó Baleár-szigetek.
Nyelvészetileg Romaniát a beszélt újlatin nyelvek bizonyos sajátosságai alapján keleti és nyugati részre lehet osztani. A két terület közötti választóvonal a La Spezia és Rimini olasz városokat összekötő képzeletbeli egyenes lenne, amelytől északra, illetve nyugatra a nyugati, délre, illetve keletre a keleti újlatin nyelveket beszélik. Konvencionálisan a keleti latinsághoz azok a nyelvek tartoznak, amelyek megtartották a latin szóközi zöngétlen zárhangokat, viszont elvesztették a szóvégi -s-t, és a többes számot magánhangzóval (-e, -i) képzik (idetartoznak a román, az egykori dalmát, valamint a közép- és délolasz nyelvváltozatok, beleértve az irodalmi – vagy sztenderd – olaszt); Nyugat-Romaniát pedig azok a nyelvek alkotják, amelyekben a szóközi zöngétlen zárhangok zöngésültek vagy eltűntek, de megőrizték a latin szóvégi -s-t és a többes számot ezzel képzik (az előbb felsoroltakon kívül az összes újlatin nyelv/nyelvjárás).
A nyugati latinság vagy Nyugat-Romania (Franciaország és az Ibériai-félsziget) nyelvészetileg viszonylag egységes dialektuskontinuumot alkot. Említést érdemel, hogy az egyetlen elszigetelt, nem a latinsághoz tartozó népcsoport a máig homályos eredetű baszkok, akiknek nyelve ‑ amely valószínűleg hatott az Ibériai-félsziget és Franciaország déli részén beszélt újlatin nyelvek hangtani fejlődésére – mégcsak nem is indoeurópai: ebből a szempontból Nyugat-Európában is egyedülálló „szigetet” alkotnak.

## A „Romania Nova”
Bizonyos újlatin nyelvek (spanyol, portugál, francia) a középkori gyarmatosítások folytán Európán kívüli területekre is kiterjedtek. E területeket az 1971-ben tartott Québec-i, illetve az 1977-es Rio de Janeiró-i „Romanisztikai Kongresszusok” óta Romania Nova névvel illetik. A legtöbben a spanyolt (Kanada és Brazília kivételével csaknem az egész amerikai kontinensen), és a portugált (hivatalos nyelv Brazíliában és néhány afrikai országban) használják, a francia hivatalos a kanadai Québecben, valamint számos afrikai és óceániai országban, ahol második nyelv is a helyi (törzsi) nyelvek mellett.